# No one likes us, we don't care
«No one likes us, we don't care» (traducido como «No le gustamos a nadie, pero no nos importa») es un cántico de los aficionados del Millwall Football Club, que empezó a cantarse a finales de los años setenta. Lleva la música de la canción Sailing de Rod Stewart. Surgió como respuesta por parte de los aficionados londinenses a la prensa y a la imagen que estaban dando de los aficionados del club, a los que acostumbraban a mostrar como ultras. La canción tuvo más repercusión a partir de que el Millwall jugará la final de la FA Cup de 2004.
Muchos clubs del Reino Unido tienen ultras, así que varios comentaristas, incluido Danny Baker, que conoce bien a la afición de los leones, cuestionaron por qué se asociaba el nombre del Millwall al fenómeno del hooliganismo, creando una imagen en el subconsciente de la gente contra los simples aficionados del club. 
El escritor y periodista Michael Collins considera que esto ocurre a causa de la demonización de las clases trabajadoras blancas y, como muchos de los seguidores del club de Londres pertenecen a este grupo son un blanco fácil para los medios de comunicación.
Respecto a la canción, seguidores de otros clubs la utilizan e incluso han hecho versiones propias, como por ejemplo los del Glasgow Rangers, cuya letra incluye también menciones a su eterno rival, el Celtic. También tienen versiones propias equipos como el MK Dons, el Shamrock Rovers FC, el Seattle Sounders FC o el Raith Rovers.

## Letra
| Letra original en inglés No one likes us, no one likes us, No one likes us, we don't care! We are Millwall, super Millwall We are Millwall from The Den! | Traducción al español No le gustamos a nadie, no le gustamos a nadie, No le gustamos a nadie, ¡pero no nos importa! Somos el Millwall, el super Millwall ¡Somos el Millwall de The Den! |  |